# Moyen de communication
 (avril 2016).
Un moyen de communication est un support qui permet la diffusion d'informations. Les moyens de communication permettent de transmettre un message. À partir du xxe siècle, les nouvelles technologies de l'information et de la communication (NTIC), sont apparues et ont permis de créer de nombreux moyens de communication entre êtres humains. Ainsi, le Web 2.0 est un réseau qui permet une nouvelle forme d'interactivité entre internautes. Les êtres humains peuvent communiquer à travers la voix, des photos, des textes, des vidéos, une image…

## Théorie de l'information

La théorie de l'information de Shannon et Weaver.

Pour qu'il y ait mise en place d'un système de transmission de signal à des fins de communication, il faut qu'un émetteur transmette un message à un récepteur. C'est ainsi que la Théorie de l'information, élaborée par Claude Shannon et modifiée par Norbert Wiener et Warren Weaver, étudie cette transmission pour déterminer mathématiquement le taux d’information transmis dans la communication d’un message par un canal de communication, notamment en présence de parasites appelés bruits. Ce processus de communication est composé de différents éléments :  
- le message, qui est l'objet que l’émetteur veut transmettre au récepteur ;
- le codage et le décodage, est un processus qui permet de transmettre et de comprendre le message ;
- le bruit, est la perturbation lors de la transmission, qui va brouiller le message ;
- le feed-back représente la réponse que le récepteur va fournir éventuellement à l’émetteur.

Les moyens de communication sont les canaux par lesquels sont véhiculés les messages.

## Communication humaine
La communication consiste à émettre un signal véhiculant une information. Il existe trois types de communication :  
- Une communication interpersonnelle, qui établit une relation entre deux personnes.
- Une communication de groupe, qui va mettre en place une relation entre plusieurs personnes.
- Une communication de masse, qui va diffuser une information a un public nombreux. Les moyens de communication de masse sont la télévision, la radio, la presse, l'affichage, le cinéma et Internet[4].

## Moyens de la communication humaine
Communiquer est une action fondamentale chez l'Homme, l'école de Palo Alto postule qu'« on ne peut pas ne pas communiquer ». En effet, tout est communication, que ce soit de manière verbale ou non verbale : le silence, un geste, une posture, un regard, la parole, l'expression du visage, etc.. En outre, cet outil qui permet l'interactivité peut avoir des ambitions manipulatrices ou mensongères. Une communication peut avoir comme objectif, d'influencer le comportement d'autrui.   

### Supports

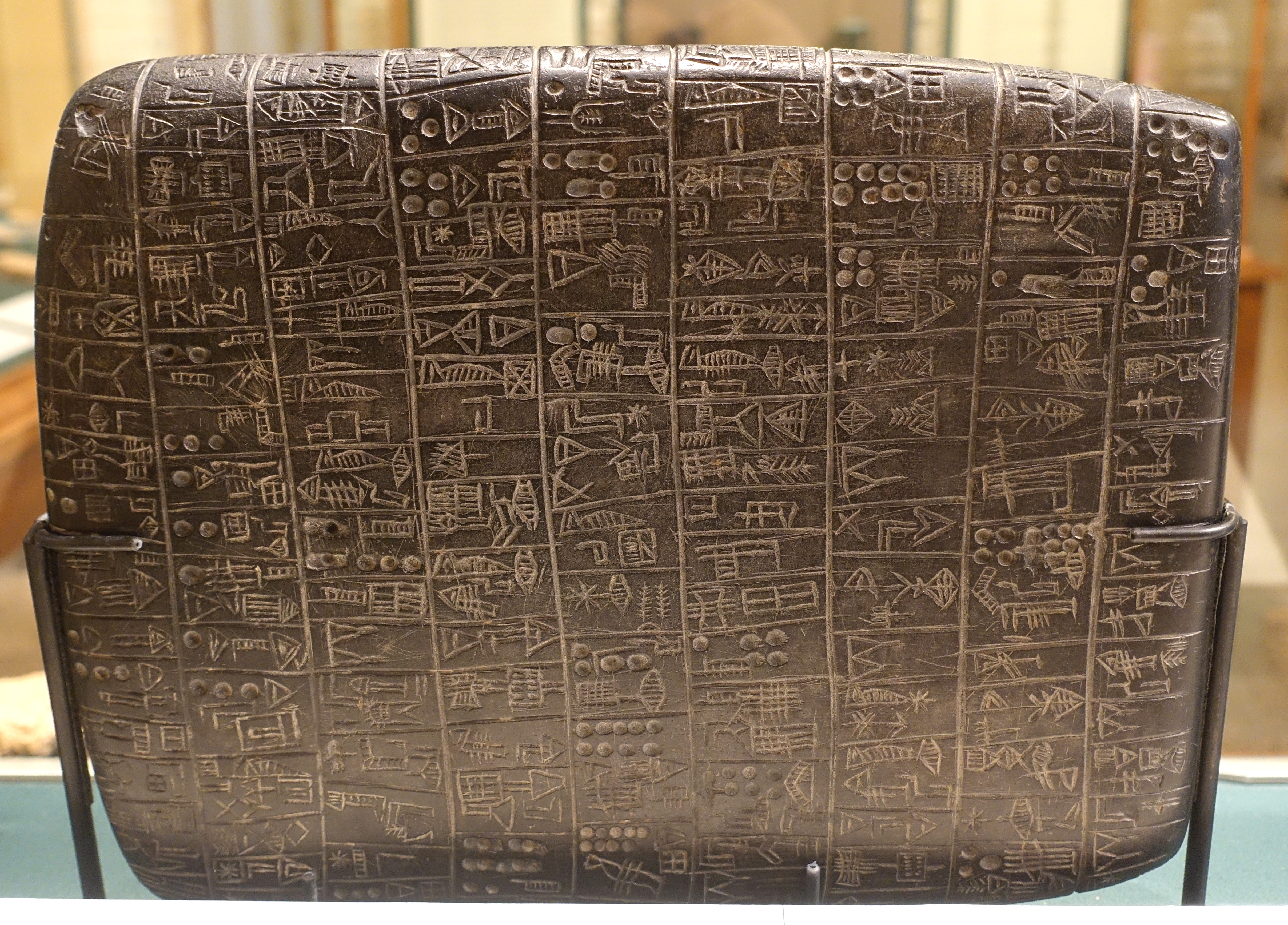
Actes de vente consignés sur pierre basaltique. Isin, sud de l'actuel Irak, vers -2600 (University of Chicago).

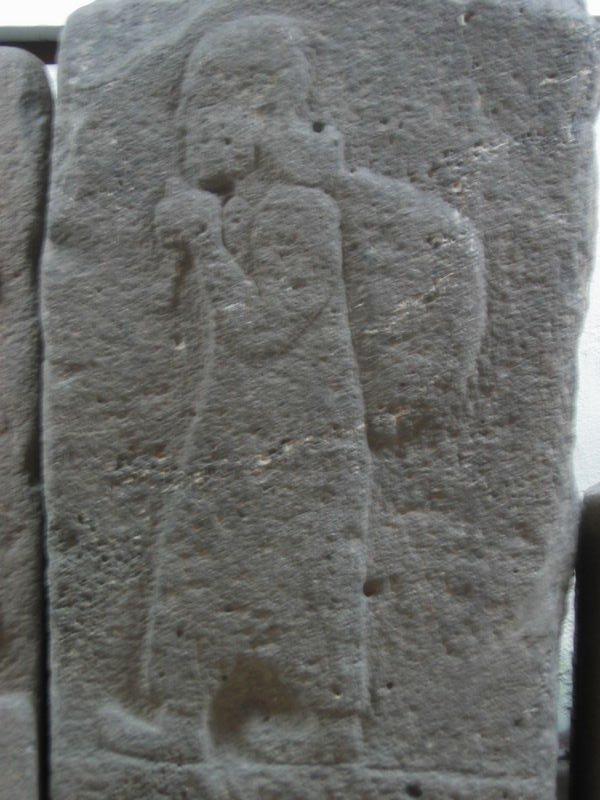
Courrier transportant des lettres écrites sur tablettes d'argile, enfermées dans des bulles elles-mêmes en argile (Musée d'Ankara).

Les supports de la communication écrite comprennent ceux utilisés dans l'art rupestre et pariétal ainsi que les inscriptions officielles ou religieuses gravées dans la pierre. Les supports mobiles apparaissent avec le support d'argile de l'écriture cunéiforme mésopotamienne (utilisée entre 3200 av. J.-C. et les débuts de l'ère chrétienne) et le papyrus, utilisé par les anciens Égyptiens à peu près durant la même période, ainsi que l'écriture ossécaille japonaise (XVe siècle au xe siècle av. J.-C.). Le quipu (cordelette à nœuds) servit aux Incas à représenter les nombres. Le parchemin est utilisé ensuite en Europe occidentale puis apparaît le papier inventé par les Chinois. Le plus ancien message déchiffré sur papier, originaire de la Chine des Han, date de l’an 8 av. J.-C.[réf. nécessaire]. 
Ces supports mobiles permettent l'invention du courrier. C'est la première action, autre que la parole, qui permet de transmettre une communication « point à point » entre un expéditeur et un ou des destinataires. La lettre, transportée par courrier, existe depuis au moins le iie millénaire av. J.-C. Les lettres d'Amarna, correspondance sur tablettes d'argile entre les pharaons et les rois avoisinants, datent de 1369 à 1353 av. J.-C. ; les États organisent des services de correspondances, tels le vehiculatio et le cursus publicus romains au début de l'ère chrétienne.
Beaucoup plus tard, à l'époque contemporaine, le papier est aussi utilisé pour la conception d'un journal dans le domaine de la presse, cela va permettre de communiquer les actualités aux citoyens (gratuit ou payant). Ou bien, pour la conception d'un magazine, qui sert à différents domaines tels que la mode ou l'actualité people. Dans le monde de l'entreprise le papier est utilisé pour divers types de communication :
- Le flyer, qui est utile pour faire passer un message publicitaire ou politique et qui se distribue souvent en main propre (opération de street-marketing).
- L'affiche, qui vise à opérer une couverture de masse avec une sélection géographique.
- La plaquette de présentation ou le dépliant, qui sert d'outil de présentation pour une entreprise auprès de ses clients ou de « prospects ».
- Le journal interne, conçu pour communiquer sur l'entreprise en visant comme lecteur les employés[11].
- La communication interne à visée technique et managériale (notes de services, documents d'information, manuels, consignes et instructions d'utilisation…)

### Radio
La radio ou plus précisément la radiocommunication, est un moyen de communication appelé télécommunication qui s’effectue dans l'espace grâce aux ondes électromagnétiques. Elle comporte des stations radios qui vont transmettre à distance des émissions de radio à travers la fréquence donnée de la station de radio. Les stations radios peuvent communiquer différentes types d'informations : un contenu commercial ou associatif, traitement de l'actualité, transmission de musique… Ce moyen de communication intègre beaucoup d'espaces publicitaires à l'antenne nommé « spot radio ». Chaque station radio est animée par plusieurs animateurs radio qui vont devoir traiter de sujet tout en mettant en place un débat afin de rendre l'émission intéressante pour les auditeurs. Cela va permettre de créer une communication entre des invités de l'émission ou l'intervention d'auditeurs qui participent à l'émission par téléphone. L'objectif des stations radios est de capter le maximum d'auditeurs pour obtenir une bonne audience.

### Téléphone
Le téléphone est un appareil considéré comme un moyen de communication puisqu'il permet de communiquer à distance. Il existe deux sortes de téléphone, le mobile et le fixe. Le téléphone mobile est un appareil transportable grâce à sa taille et personnel puisque chaque individu a son propre téléphone. Tandis que le téléphone fixe est un appareil qui réside souvent dans un foyer ainsi il ne se transporte pas au quotidien avec l'utilisateur et il a plusieurs utilisateurs. Afin de communiquer, il faut obtenir un abonnement chez un opérateur de télécommunications qui lui procurera un numéro personnel. Ainsi, la communication a une valeur marchande puisqu'elle est payante. À la suite de cet achat, le téléphone fixe permet d'appeler (parole) et le téléphone mobile a la possibilité de communiquer par message texte (SMS) ou image (MMS), par un appel et par vidéo (par exemple, FaceTime pour les portables de la marque Apple). L'appareil mobile, selon son modèle, peut avoir un accès à Internet, ce qui va ouvrir vers d'autres moyens de communication à travers les réseaux sociaux.

### Télévision
Nous vivons dans une société de l'information[Information douteuse] , c'est-à-dire, une société qui fait circuler l'information au public afin d'exercer la démocratie (Norbert Wiener dès 1948). La télévision est considérée comme le moyen d'infirmation et de communication le plus puissant. La télévision fonctionne grâce à un dispositif de transmission instantanée d'images, par câble ou par ondes hertziennes. Cela permet de mettre à disposition une combinaison d'images en mouvement, de voix, d'effets sonores et visuels. La télévision est multidirectionnelle en deux axes : un axe horizontal, qui regroupe les téléspectateurs qualifiés de « domestiques » qui va communiquer devant le poste de télévision et un axe vertical, qui représente l'influence sociale de la télévision sur le téléspectateur. C'est un média de masse qui est souvent critiqué en raison de sa « manipulation démocratique » (Hans Magnus Enzensberger). La télévision diffuse des programmes télévisés, c'est-à-dire, des émissions, des films ou des séquences publicitaires. Ce moyen de communication a des effets sur le téléspectateur : sur le sommeil et la concentration, le développement d'un enfant, la santé, la participation électorale et les résultats des élections puis le comportement social. En ce qui concerne la publicité, la télévision permet d'influencer les habitudes de consommation d'une cible par sa transmission persuasive d'un message publicitaire.

### Internet
Internet, est un réseau mondial de télécommunication qui, grâce à des protocoles standardisés et accessibles dans le monde entier, permet d'accéder à des données (texte, musique, vidéo, photo, etc.). Il est possible de communiquer sur Internet par différents moyens : 
- Un blog, soit un site Internet créé pour être animé par une personne qui souhaite communiquer avec des internautes à travers des articles et des commentaires.
- Les réseaux sociaux, sont des sites internet qui vont aider à constituer un cercle d'amis virtuel avec lesquels il y aura des interactions sociales. Les réseaux sociaux les plus populaires sont Facebook, Twitter, Instagram, Snapchat et Tumblr. Il existe des réseaux sociaux professionnels tels que Viadeo et LinkedIn.
- Les plates-formes d'hébergements vidéos qui permettent aux utilisateurs de visionner les vidéos à tous moments, tels que Youtube et Dailymotion.
- Un forum, est un lieu virtuel qui est segmenté par thématiques dans lequel on peut consulter ou répondre à des messages.
- Un « tchat », représente une sphère intime dans laquelle deux ou plusieurs utilisateurs s'écrivent en temps réel. Un tchat vidéo est envisageable, pour se voir, se parler et s'écrire en direct. C'est un concept présent dans chaque réseau social, qui est considéré comme un message privé.
- Un courrier électronique, transmet un message à un ou plusieurs utilisateurs qui disposent d'une adresse e-mail.
- Un flux RSS est utilisé afin d'être informé automatiquement sur un sujet sans avoir à effectuer de recherches sur les nouveautés publiées.
- La téléphonie par Internet (Voix sur IP) est une technique qui utilise Internet afin d'effectuer des appels interurbains dont le coût est inclus dans le prix du forfait d'accès à Internet (par exemple en utilisant Skype ou WhatsApp)[20].

## Intentionnalités de la communication

### Aspect commercial
La communication est une branche économique: ainsi les moyens de communication vont être des biais marketing avec un coût et une stratégie. En effet, en usant de moyens de communication on peut vendre une idée, un objet, une personnalité ou une entreprise. La communication va s'effectuer soit entre professionnels, du « B to B » (business to business), ou soit entre l'entreprise et ses clients, « B to C » (business to consumers). Alors, le message a des objectifs stratégiques qui sont cumulables :
- Cognitif, soit faire connaître.
- Affectif, c'est-à-dire, faire aimer.
- Conatif, qui signifie faire agir.

Cette communication va chercher à captiver l'attention en étant accrocheuse et attractive, ce qui va transformer le récepteur en cible. L'usage de ces moyens de communication par les professionnels va créer une campagne de communication qui aura stratégiquement orienté ses choix afin de toucher des cibles. Ainsi, l'information sera diffusée de manière différente selon le public visé, il existe deux catégories de communication d'entreprise :
- La communication interne, cible l'entreprise soit les personnes qui y travaillent (cadres ou employés...).
- La communication externe, cible un public extérieur à l'entreprise, une communication qui aura un plan d'action et un message. Celle-ci, a deux sous-catégories, la communication institutionnelle, qui vise à valoriser l'entreprise (son identité et son image) et la communication marketing, qui veut convaincre les cibles d'acheter des produits ou/et des services[22].